# Huperzia hamiltonii
Huperzia hamiltonii là một loài thực vật có mạch trong Họ Thạch tùng. Loài này được (Spreng.) Trevis. mô tả khoa học đầu tiên năm 1874.